# Olympische Sommerspiele 1936/Leichtathletik – Stabhochsprung

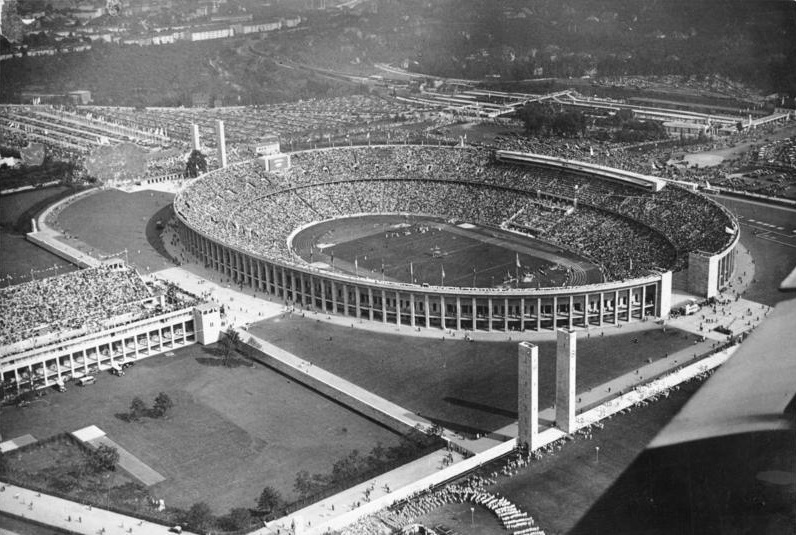
Das Olympiastadion in Berlin

Der olympische Stabhochsprungwettbewerb von 1936 wurde am 5. August 1936 ausgetragen und ging wegen des langen Kampfes von zwei Japanern und zwei US-Amerikanern um die Medaillen in die Sportgeschichte ein.
Der US-Springer Earle Meadows wurde schließlich Olympiasieger. Die beiden Japaner Nishida Shūhei und Ōe Sueo platzierten sich zunächst als gemeinsame Zweite, nachdem der US-Amerikaner Bill Sefton im Stechen um die Silbermedaille im Gegensatz zu den beiden Japanern 4,25 m nicht hatte überspringen können. Shūhei und Sueo verzichteten auf eine Fortsetzung des Stechens und die japanische Mannschaftsführung entschied unter Anwendung der damals noch nicht gültigen Fehlversuchsregel, dass Nishida Shūhei Zweiter und Ōe Sueo Dritter sei. Da die beiden Athleten mit dieser Entscheidung nicht einverstanden waren, ließen sie ihre Olympiamedaillen in ihrer Heimat halbieren und zu je einer aus einem halben Anteil Silber und einem halben Anteil Bronze zusammensetzen.

## Rekorde

### Bestehende Rekorde
| Weltrekord         | 4,43 m  | George Varoff ( USA) | Princeton, USA             | 4. Juli 1936   |
| Olympischer Rekord | 4,315 m | Bill Miller ( USA)   | Finale OS Los Angeles, USA | 3. August 1932 |

### Rekordverbesserung
Der US-amerikanische Olympiasieger Earle Meadows verbesserte den bestehenden olympischen Rekord im Finale am 5. August um 3,5 Zentimeter auf 4,35 m. Den Weltrekord verfehlte er dabei um acht Zentimeter.

## Durchführung des Wettbewerbs
Am 5. August fand zunächst eine Qualifikation statt. Die Qualifikationshöhe war mit 3,80 m so niedrig angesetzt, dass von den dreißig angetretenen Athleten nur fünf ausschieden. 25 Springer qualifizierten sich für das Finale am Nachmittag. Durch diese hohe Anzahl waren die Weichen gestellt für eine äußerst lange Dauer des Finales bis weit in die Abendstunden hinein.

## Qualifikation

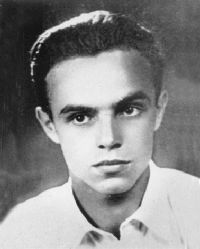
Evald Äärma schied als einer von fünf Athleten in der Qualifikation aus

Datum: 1. August 1932, am Vormittag 

Qualifikationshöhe: 3,80 m
Folgende Springer schafften diese Höhe nicht:
| Name                  | Nation      | Höhe   |
| --------------------- | ----------- | ------ |
| Aulis Reinikka        | Finnland    | 3,70 m |
| Evald Äärma           | Estland     | 3,70 m |
| Jasa Bakov            | Jugoslawien | 3,70 m |
| Rigoberto Pérez       | Mexiko      | 3,50 m |
| Guillermo Chirichigno | Peru        | 3,50 m |

## Legende
Kurze Übersicht zur Bedeutung der Symbolik – so üblicherweise auch in sonstigen Veröffentlichungen verwendet:
| – | verzichtet   |
| o | übersprungen |
| x | ungültig     |

## Finale
Datum: 5. August 1936, 16:00 Uhr
| Platz | Name               | Nation                 | 3,40 m | 3,60 m | 3,80 m | 4,00 m | 4,15 m | 4,25 m | 4,35 m | 4,45 m | Höhe   | Anmerkung                                        |
| ----- | ------------------ | ---------------------- | ------ | ------ | ------ | ------ | ------ | ------ | ------ | ------ | ------ | ------------------------------------------------ |
| 1     | Earle Meadows      | USA                    | –      | o      | –      | o      | o      | xo     | xo     | xxx    | 4,35 m | OR                                               |
| 2     | Nishida Shūhei     | Japan                  | –      | –      | o      | o      | o      | o      | xxx    |        | 4,25 m | 4,25 m im Stichkampf mit Sueo und Sefton         |
| 3     | Ōe Sueo            | Japan                  | –      | –      | o      | o      | o      | xo     | xxx    |        | 4,25 m | 4,25 m im Stichkampf mit Shūhei und Sefton       |
| 4     | Bill Sefton        | USA                    | –      | o      | –      | o      | xxo    | o      | xxx    |        | 4,25 m | ogV im Stichkampf mit Shūhei und Sueo            |
| 5     | William Graber     | USA                    | –      | o      | –      | o      | xo     | xxx    |        |        | 4,15 m |                                                  |
| 6     | Adachi Kiyoshi     | Japan                  | –      | o      | o      | o      | xxx    |        |        |        | 4,00 m | Auf das Stechen um Platz sechs wurde verzichtet. |
| 6     | Syl Apps           | Kanada                 | –      | o      | o      | o      | xxx    |        |        |        | 4,00 m | Auf das Stechen um Platz sechs wurde verzichtet. |
| 6     | Péter Bácsalmási   | Ungarn                 | –      | o      | o      | xxo    | xxx    |        |        |        | 4,00 m | Auf das Stechen um Platz sechs wurde verzichtet. |
| 6     | Josef Haunzwickel  | Österreich             | –      | o      | o      | xo     | xxx    |        |        |        | 4,00 m | Auf das Stechen um Platz sechs wurde verzichtet. |
| 6     | Danilo Innocenti   | Königreich Italien     | –      | o      | o      | xo     | xxx    |        |        |        | 4,00 m | Auf das Stechen um Platz sechs wurde verzichtet. |
| 6     | Jan Korejs         | Tschechoslowakei       | –      | xo     | o      | xxo    | xxx    |        |        |        | 4,00 m | Auf das Stechen um Platz sechs wurde verzichtet. |
| 6     | Bo Ljungberg       | Schweden               | –      | o      | o      | o      | xxx    |        |        |        | 4,00 m | Auf das Stechen um Platz sechs wurde verzichtet. |
| 6     | Alfred Proksch     | Österreich             | –      | o      | o      | o      | xxx    |        |        |        | 4,00 m | Auf das Stechen um Platz sechs wurde verzichtet. |
| 6     | Wilhelm Schneider  | Polen                  | –      | –      | o      | o      | xxx    |        |        |        | 4,00 m | Auf das Stechen um Platz sechs wurde verzichtet. |
| 6     | Richard Webster    | Vereinigtes Königreich | –      | o      | o      | o      | xxx    |        |        |        | 4,00 m | Auf das Stechen um Platz sechs wurde verzichtet. |
| 6     | Viktor Zsuffka     | Ungarn                 | –      | o      | o      | xxo    | xxx    |        |        |        | 4,00 m | Auf das Stechen um Platz sechs wurde verzichtet. |
| 17    | Andries du Plessis | Südafrikanische Union  | o      | o      | o      | xxx    |        |        |        |        | 3,80 m |                                                  |
| 17    | Ernst Larsen       | Dänemark               | –      | o      | o      | xxx    |        |        |        |        | 3,80 m |                                                  |
| 17    | Julius Müller      | Deutsches Reich        | –      | o      | o      | xxx    |        |        |        |        | 3,80 m |                                                  |
| 17    | Miroslav Klásek    | Tschechoslowakei       | –      | o      | o      | xxx    |        |        |        |        | 3,80 m |                                                  |
| 17    | Fu Baolu           | China                  | –      | o      | o      | xxx    |        |        |        |        | 3,80 m |                                                  |
| 17    | Pierre Ramadier    | Frankreich             | –      | o      | o      | xxx    |        |        |        |        | 3,80 m |                                                  |
| 17    | Siegfried Schulz   | Deutsches Reich        | –      | o      | o      | xxx    |        |        |        |        | 3,80 m |                                                  |
| 24    | Adolfo Schlegel    | Chile                  | –      | xo     | xxx    |        |        |        |        |        | 3,60 m |                                                  |
| 25    | André Crépin       | Frankreich             | o      | xxx    |        |        |        |        |        |        | 3,40 m |                                                  |

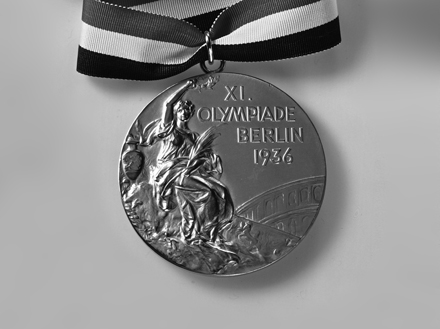
Abbildung einer Medaille der Olympischen Sommerspiele von 1936

Weltrekordler George Varoff hatte bei den nationalen Ausscheidungen nur Platz vier belegt und sich damit nicht für den Olympiawettkampf qualifizieren können. Der Stabhochsprungwettkampf in Berlin dauerte bis 21 Uhr, zwischen 18:15 Uhr und 18:35 Uhr musste er wegen Regens unterbrochen werden. Als um die Medaillen gesprungen wurde, war es schon so dunkel, dass die Scheinwerfer eingeschaltet wurden. Zusammen mit der äußeren Kühle waren diese Bedingungen nicht einfach für die Springer. Wieder gab es einen Kampf zwischen US-Amerikanern und Japanern, bei dem Nishida Shūhei und William Graber wie bei den Spielen von 1932 beteiligt waren. Der US-Amerikaner Earle Meadows, der bei 4,25 m einen Fehlversuch hatte, überquerte schließlich als Einziger, die olympische Rekordhöhe von 4,35 m. Auch hier war er mit dem zweiten Versuch erfolgreich. Die Rangfolge auf den Plätzen zwei bis vier wurde durch einen Stichkampf entschieden. Shūhei erreichte dabei genauso wie sein Landsmann Ōe Sueo eine Höhe von 4,25 m. Da der am Stechen ebenfalls beteiligte William Sefton inzwischen ausgeschieden war, einigten sich die beiden Japaner, auf eine weitere Fortsetzung zu verzichten.

Die japanische Mannschaftsleitung legte daraufhin fest, dass Shūhei die Silber- und Sueo die Bronzemedaille erhalten sollte, weil Shūhei einen Fehlversuch weniger hatte. Die beiden Athleten waren mit dieser Entscheidung nicht einverstanden. Sie zerschnitten nach ihrer Rückkehr ihre Medaillen und setzten sie mit jeweils der anderen Hälfte wieder zusammen. Dieser einmalige Vorgang in der olympischen Sportgeschichte wurde als wahrer Teamgeist und wahre Freundschaft angesehen und weltweit bekannt. Die zwei Medaillen werden im japanischen als Yūjō no Medal (友情のメダル Yūjo no Medaru) bzw. im englischsprachigen Raum als Medal of Friendship (deutsch Medaille der Freundschaft) oder als Medal of eternal Friendship (dt. Medaille der ewigen Freundschaft) bezeichnet.

Natürlich änderte das Zerteilen der Medaillen nichts an der offiziellen Rangfolge. Allerdings mutet es heute schon etwas seltsam an, dass eine nationale Mannschaftsführung und nicht das Kampfgericht die offizielle Rangfolge festlegt.

Der sechste Platz wurde mit einer gesprungenen Höhe von 4,00 m insgesamt elfmal vergeben. Auf ein Stechen wurde hierbei verzichtet.

## Nachbetrachtung
Ōe Sueo, der während seiner Sportkarriere an der Keiō-Universität studierte, fiel Ende Dezember 1941 während des Zweiten Weltkriegs. Nishida Shūhei war ein Student der Waseda-Universität. Am 21. Juni 2005 überreichte seine älteste Tochter Amano Kiyoko Shūheis Medaille sowie weitere Sporttrophäen der Universität im Rahmen einer Feierstunde. Die Silber-Bronzemedaille wurde anschließend im Aizu-Museum auf dem Gelände der Universität ausgestellt. Sueos Medaille befindet sich im Sportmuseum Chichibu-no-Miya Kinen Sports Hakubutsukan.

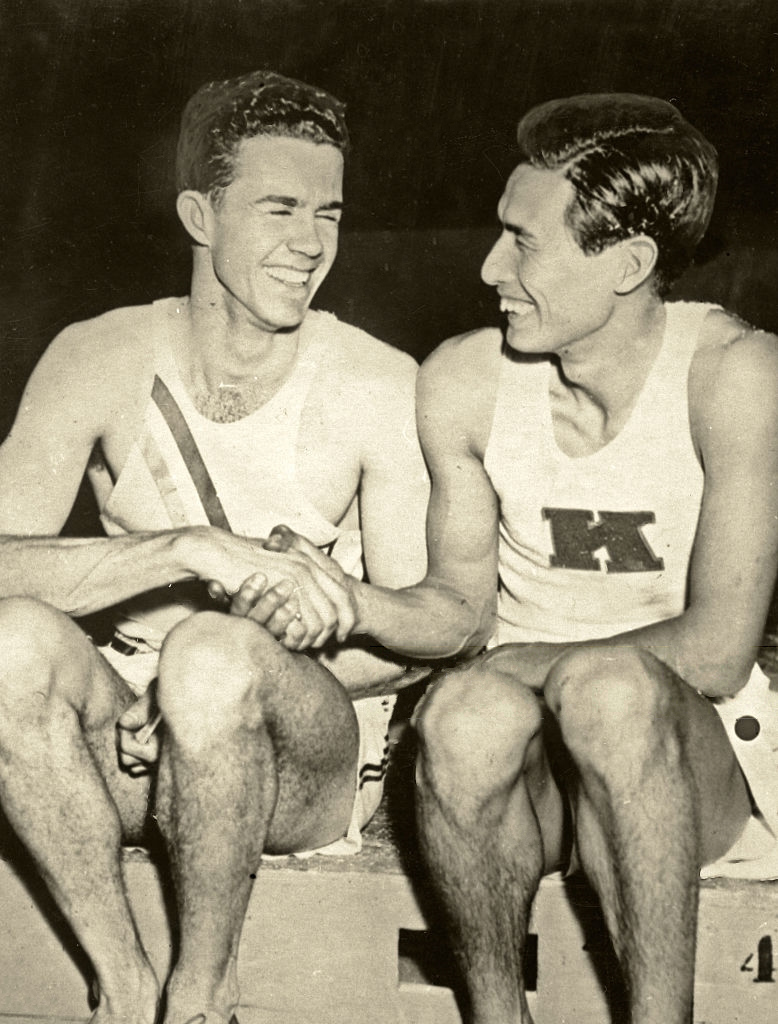
Bronzemedaillengewinner Ōe Sueo (rechts) gratuliert dem Olympiasieger Earle Meadows
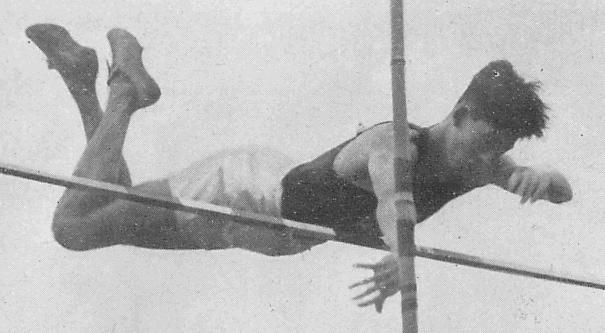
Silbermedaillengewinner Nishida Shūhei
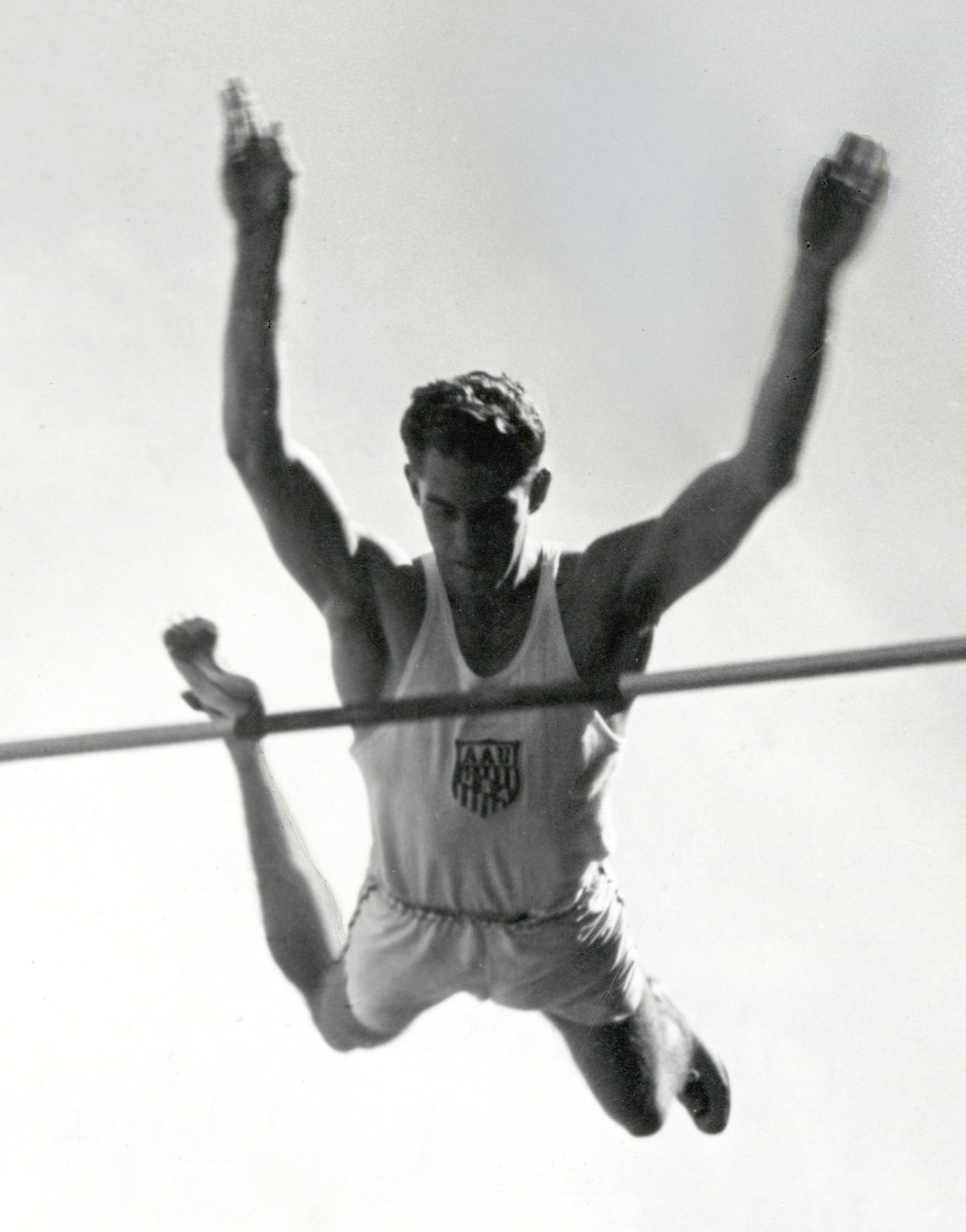
Der viertplatzierte Bill Sefton
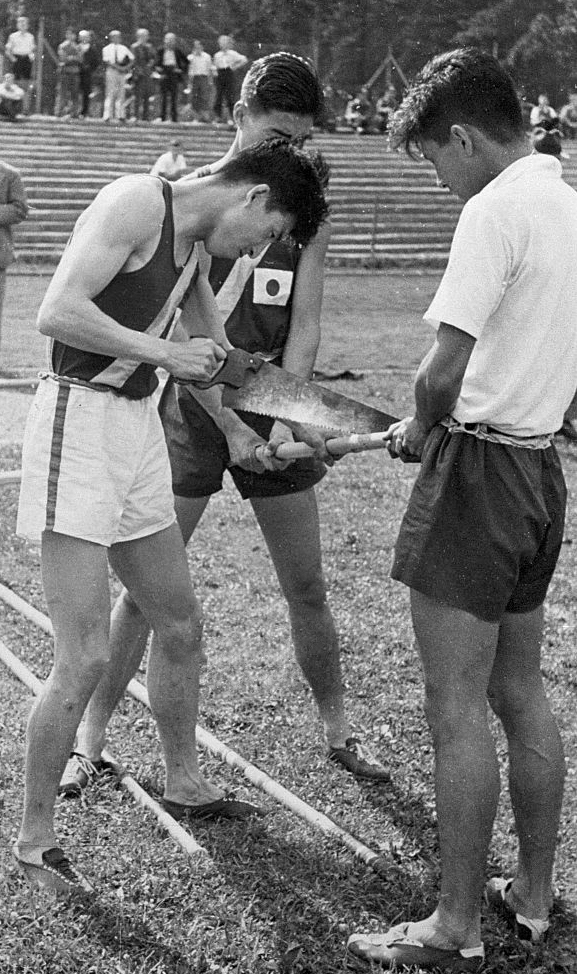
Die drei japanischen Stabhochspringer (v. l. n. r.): Nishida Shūhei (Silber), Ōe Sueo (Bronze) und Adachi Kiyoshi (rang sechs)
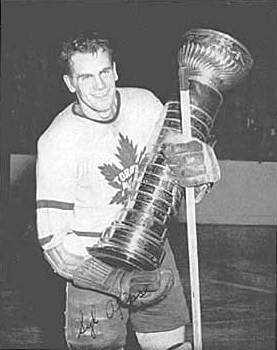
Syl Apps – hier als Eishockeyspieler – geteilter Platz sechs
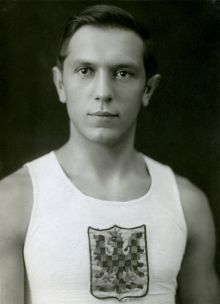
Jan Korejs belegte den geteilten Rang sechs
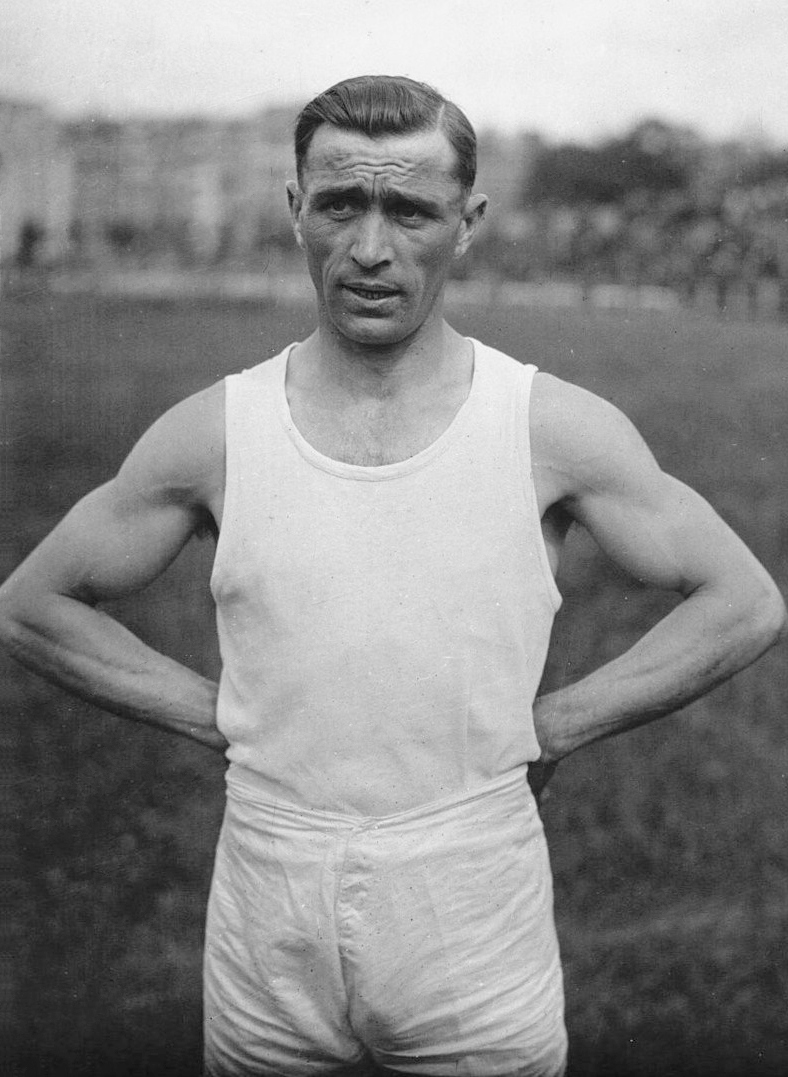
Pierre Ramadier erreichte den geteilten Platz siebzehn

## Videolinks
- 1936, Pole Vault, Men, Olympic Games, Berlin, youtube.com, abgerufen am 15. Juli 2021
- Berlin 1936 - Olympics - Olympia - broad-, high- & triple jump - Weitsprung, Hochsprung, Dreisprung, Bereich ab 1:40 min, youtube.com, abgerufen am 15. Juli 2021